# Egeby Mølle
Egeby Mølle er en stubmølle 5 km øst for Åkirkeby.